# Гершельман, Александр Сергеевич
Алекса́ндр Серге́евич Гершельман (1893—1977) — русский офицер, герой Первой мировой войны, участник Белого движения.

## Биография
Православный. Из потомственных дворян Санкт-Петербургской губернии. Младший сын генерала от инфантерии Сергея Константиновича Гершельмана и жены его Александры Васильевны Познанской.
По окончании Пажеского корпуса в 1913 году, произведен был из камер-пажей в подпоручики лейб-гвардии Конной артиллерии, с которой и вступил в Первую мировую войну. В бою под Каушеном 6 августа 1914 года потерял своего старшего брата Юрия, смертельно раненного в атаке на немецкую батарею. За боевые отличия был награждён орденом св. Анны 4-й степени с надписью «за храбрость» (30.11.1914) и произведен в штабс-капитаны. Высочайшим приказом от 26 ноября 1916 года был удостоен Георгиевского оружия
За то, что, будучи в чине подпоручика, в бою 20-го сентября 1915 года, под д. Боровые, когда огнём нашей артиллерии противник был опрокинут и начал отступать, быстро со взводом выехал вперед на плечах противника, занял новую позицию и не дал пехоте неприятеля задержаться на промежуточной позиции, причем стал со своим взводом впереди нашей пехоты. Несмотря на сильный артиллерийский и ружейный огонь противника, удержался на позиции и помог нашей пехоте устроиться на новой позиции.
По расформировании своей батареи в январе 1918 года вернулся в Петроград. Весной решился ехать в Киев, чтобы присоединиться к Белому движению на Юге России, в котором уже участвовал его старший брат Василий. Однако был арестован большевиками на станции «Кунцево» и заключен в Бутырскую тюрьму. Пробыв в заключении около полугода, освободился осенью 1918 благодаря ходатайству В. Г. Черткова. После освобождения перебрался в Выборг, откуда в мае 1919 года вывез Н. Е. Маркова 2-го и, пересекши Финский залив, прибыл в Ямбург. Здесь Гершельман вступил в Северный корпус, позднее преобразованный в Северо-Западную армию. Командовал артиллерийским взводом Талабского полка, с июня 1919 года — ротой 5-й батареи Псковской артиллерийской бригады, с июля — 1-й батареей 2-го отдельного легкого артдивизиона. Осенью был назначен командиром батареи Темницкого полка. 6 ноября 1919 года, при отступлении Северо-Западной армии, был ранен пулей в левое колено. За боевые отличия был произведен в подполковники и в декабре назначен командиром 2-й батареи 3-го отдельного легкого артдивизиона. Перенес возвратный тиф, лежал в 1-м военном госпитале Юрьева. Службу закончил в чине полковника. В 1920 году переехал к родственникам в Гельсингфорс. Поправив здоровье, выехал в Крым к барону Врангелю, однако добравшись до Варшавы, узнал об эвакуации Крыма.
В 1921 году участвовал в Рейхенгалльском монархическом съезде. В течение последующих трех лет работал в канцелярии Высшего монархического совета в Берлине, где заведывал издательским отделом. От имени ВМС поддерживал связь с бывшими офицерами СЗА, проживавшими в Эстонии и Финляндии. Весной 1922 года посетил обе страны для встречи с местными русскими монархистами. Осенью 1922 года принимал участие в работе 2-го монархического съезда в Париже. Кроме того, был связан с боевыми группами генерала Кутепова, которые забрасывались в Советский Союз. После того, как провокатор ГПУ Якушев встретился с членами ВМС в Берлине и заручился их поддержкой (см. Операция «Трест»), Гершельман вызвался лично поехать в Москву на предполагаемый съезд МОЦР в 1923 году, однако поездка была расстроена Н. Д. Тальбергом. По воспоминаниям самого Александра Сергеевича, бывший прокурор Н. Н. Чебышев первым опознал в Якушеве провокатора и помог Тальбергу сорвать эту поездку.
В 1924 году устроился на работу в фирму «Деко» («Дегтерев и К°»), которая занималась продажей мотоциклетных запчастей из Англии. Одним из владельцев фирмы был инженер Лев Владимирович Дегтерев, а директором — одноклассник Гершельмана по Пажескому корпусу К. В. Семчевский. В 1925 году в качестве представителя фирмы переехал в Мюнхен, а позднее в том же году — в Вену, где и обосновался с семьей. В 1931 году был назначен представителем ВМС в Австрии. Организовал в Вене приход Русской православной церкви заграницей, пел в церковном хоре. В 1938 году был делегатом II Всезарубежного собора РПЦЗ от мирян Австрийской епархии. Участвовал в работе Союза русских военных инвалидов в Германии и Австрии. Дома запрещал своим дочерям разговаривать по-немецки. С началом Второй мировой войны отказался принять немецкое гражданство и пойти на службу в Вермахт (до конца жизни оставался бесподданным). Тем не менее, был мобилизован и, по рекомендации ВМС, принял должность переводчика. Будучи прикомандированным к немецкому офицеру, посещал оккупированные советские территории и лагеря советских военнопленных.
В октябре 1948 года, благодаря помощи протопресвитера Константина Изразцова, переехал в Аргентину. Принимал деятельное участие в работе местных инвалидных и благотворительных организаций. В 1961 году стал одним из организаторов Выставки старинного русского искусства в Буэнос-Айресе (исп. Exposición de Arte Ruso Antiguo). Был членом местного отделения Союза пажей. Состоял чином Русского общевоинского союза, из которого вышел в 1963 году вследствие конфликта с Е. Э. Месснером. Сотрудничал в журнале «Военная Быль». Оставил воспоминания, частично опубликованные в книгах «В рядах добровольческой Северо-Западной армии» (Москва, 1998) и «Верная гвардия. Русская смута глазами офицеров-монархистов» (Москва, 2008).

## Семья
С 5 февраля 1917 года был женат на Марии Александровне Мосоловой (1891—1980), дочери начальника канцелярии Министерства двора А. А. Мосолова. Их дочери:
- Ирина (1917—2011), в замужестве Муханова. Скончалась в провинции Буэнос-Айрес.
- Марина (1927—2015[1]), жена мичмана С. С. Аксакова (1899—1967), активного члена РОВС.